# 1924-es Le Mans-i 24 órás verseny
A 2. Le Mans-i 24 órás versenyt 1924. június 14-én rendezték meg.

## Végeredmény
|    | Kategória | #  | Csapat                                                        | Versenyzők                            | Modell                 | Motor                      | Kör |
| -- | --------- | -- | ------------------------------------------------------------- | ------------------------------------- | ---------------------- | -------------------------- | --- |
| 1  | 3.0       | 8  | Duff & Aldington                                              | Capt. John F. Duff Frank Clement      | Bentley 3 Litre Sport  | Bentley 3.0L I4            | 120 |
| 2  | 5.0       | 6  | Nincs csapatnév                                               | Henri Stoffel Éduoard Brisson         | Lorraine-Dietrich B3-6 | Lorraine-Dietrich 3.5L I6  | 119 |
| 3  | 5.0       | 5  | Nincs csapatnév                                               | Gérard de Courcelles André Rossignol  | Lorraine-Dietrich B3-6 | Lorraine-Dietrich 3.5L I6  | 119 |
| 4  | 2.0       | 31 | Nincs csapatnév                                               | André Pisard "Chavée"                 | Chenard et Walcker     | Chenard et Walcker 2.0L I4 | 111 |
| 5  | 2.0       | 30 | Nincs csapatnév                                               | Christian Dauvergne Manso de Zuniga   | Chenard et Walcker     | Chenard et Walcker 2.0L I4 | 108 |
| 6  | 2.0       | 17 | Nincs csapatnév                                               | Gaston Delalande Georges Guignard     | Rolland-Pilain C23     | Rolland-Pilain 2.0L I4     | 106 |
| 7  | 3.0       | 15 | Nincs csapatnév                                               | Eugéne Verpault Marcel Delabarre      | Brasier TB4            | Brasier 2.1L I4            | 106 |
| 8  | 3.0       | 16 | Nincs csapatnév                                               | "Migeot" Léopold Jougoet              | Brasier TB4            | Brasier 2.1L I4            | 104 |
| 9  | 2.0       | 19 | Nincs csapatnév                                               | Louis Sire Louis Tremel               | Rolland-Pilain C23     | Rolland-Pilain 2.0L I4     | 104 |
| 10 | 2.0       | 28 | Nincs csapatnév                                               | Raymond de Tornaco Francis Barthelemy | Bignan                 | Bignan 2.0L I4             | 102 |
| 11 | 1.1       | 51 | Nincs csapatnév                                               | Fernand Gabriel Henri Lapierre        | Ariés 8-10 CV          | Ariés 1.1L I4              | 91  |
| 12 | 1.1       | 46 | Société des Automobiles a Refroidissements par Air (S.A.R.A.) | André Marandet Louis Francois         | S.A.R.A.               | S.A.R.A. 1.1L I4           | 89  |
| 13 | 1.1       | 50 | Nincs csapatnév                                               | Louis Rigal Roger Delano              | Ariés 8-10 CV          | Ariés 1.1L I4              | 89  |
| 14 | 1.1       | 52 | Nincs csapatnév                                               | Maurice Boutmy Jérôme Marcandanti     | Amilcar CV             | Amilcar 1.0L I4            | 87  |

## Nem értékelhető
|    | Kategória | #  | Csapat          | Versenyzők                             | Modell             | Motor                      | Kör |
| -- | --------- | -- | --------------- | -------------------------------------- | ------------------ | -------------------------- | --- |
| 15 | 1.5       | 38 | Nincs csapatnév | Pierre Bacqueyrisses Georges Delaroche | Chenard et Walcker | Chenard et Walcker 1.5L I4 | ?   |
| 16 | 1.5       | 40 | Nincs csapatnév | Raoul Roret Bruno Calise               | Alba               | Alba 1.5L I4               | ?   |

## Nem ért célba
|    | Kategória | #  | Csapat                                                        | Versenyzők                        | Modell                          | Motor                      | Körök |
| -- | --------- | -- | ------------------------------------------------------------- | --------------------------------- | ------------------------------- | -------------------------- | ----- |
| 17 | 5.0       | 4  | Nincs csapatnév                                               | Robert Bloch "Stalter"            | Lorraine-Dietrich B3-6          | Lorraine-Dietrich 3.5L I6  | 112   |
| 18 | 2.0       | 29 | Nincs csapatnév                                               | René Marie Henri Springuel        | Bignan                          | Bignan 2.0L I4             | 88    |
| 19 | 1.5       | 37 | Nincs csapatnév                                               | Raymond Glaszmann Robert Sénéchal | Chenard et Walcker              | Chenard et Walcker 1.5L I4 | 83    |
| 20 | 1.1       | 45 | Société des Automobiles a Refroidissements par Air (S.A.R.A.) | Lucien Erb Léon Fabert            | S.A.R.A. ATS                    | S.A.R.A. 1.1L I4           | 82    |
| 21 | 1.1       | 47 | Société des Automobiles a Refroidissements par Air (S.A.R.A.) | Jules de Ségovia "Alcain"         | S.A.R.A. ATS                    | S.A.R.A. 1.1L I4           | 80    |
| 22 | 3.0       | 7  | Nincs csapatnév                                               | Charles Flohot Robert Laly        | Ariés 3-Litre                   | Ariés 3.0L I4              | 64    |
| 23 | 2.0       | 20 | Nincs csapatnév                                               | Gérard Marinie Antoine Dubreil    | Rolland-Pilain C23              | Rolland-Pilain 2.0L I4     | 60    |
| 24 | 2.0       | 32 | Nincs csapatnév                                               | Louis Henry Jean Vaurez           | G.R.P.                          | G.R.P. 1.7L I4             | 59    |
| 25 | 1.5       | 43 | Nincs csapatnév                                               | Charles Drouin Louis Balart       | Corre La Licorne                | Corre 1.5L I4              | 58    |
| 26 | 2.0       | 27 | Nincs csapatnév                                               | Jean Dourianou Pierre Malleveau   | Georges Irat 4A/3               | Georges Irat 2.0L I4       | 42    |
| 27 | 2.0       | 23 | Nincs csapatnév                                               | Charles Montier Albert Ouriou     | Montier Spéciale (Ford Model T) | Montier 2.0L I4            | 40    |
| 28 | 5.0       | 3  | Nincs csapatnév                                               | André Lagache René Léonard        | Chenard et Walcker              | Chenard et Walcker 3.9L I8 | 26    |
| 29 | 1.1       | 49 | Nincs csapatnév                                               | Charles Follot Fernand Casellini  | Majola                          | Majola 1.1L I4             | 22    |
| 30 | 2.0       | 18 | Nincs csapatnév                                               | Jean de Marguenat René Gaudin     | Rolland-Pilain C23              | Rolland-Pilain 2.0L I4     | 18    |
| 31 | 1.1       | 48 | Nincs csapatnév                                               | André Morel Marius Mestivier      | Amilcar CGS                     | Amilcar 1.1L I4            | 13    |
| 32 | 1.5       | 33 | Nincs csapatnév                                               | Louis Chenard E. Chenard          | Louis Chenard                   | Louis Chenard 1.5L I4      | 13    |
| 33 | 2.0       | 25 | Nincs csapatnév                                               | Marcel Mongin Roland Coty         | Oméga Six                       | Oméga 2.0L I6              | 11    |
| 34 | 3.0       | 11 | Nincs csapatnév                                               | Jérôme Le Dure Jean Matthys       | Bignan                          | Bignan 3.0L I6             | 10    |
| 35 | 2.0       | 24 | Nincs csapatnév                                               | Jacques Margueritte Louis Bonne   | Oméga Six                       | Oméga 2.0L I6              | 9     |
| 36 | 3.0       | 10 | Nincs csapatnév                                               | Jean Martin Philippe de Marne     | Bignan                          | Bignan 3.0L I6             | 8     |
| 37 | 3.0       | 9  | Nincs csapatnév                                               | Raoul Bachmann Fernand Bachmann   | Chenard et Walcker Sport        | Chenard et Walcker 3.0L I4 | 6     |
| 38 | 1.5       | 44 | Nincs csapatnév                                               | Joseph Paul Fernand Vallon        | Corre La Licorne                | Corre 1.5L I4              | 5     |
| 39 | 1.5       | 42 | Nincs csapatnév                                               | Albert Colomb W. Lestienne        | Corre La Licorne                | Corre 1.5L I4              | 3     |